# 토퍼 헤든
니컬러스 보언 "토퍼" 헤든(영어: Nicholas Bowen "Topper" Headon, 1955년 5월 30일 ~ )은 영국의 드러머이자 다악기 연주자로, 펑크 록 밴드 더 클래시의 드러머로 가장 잘 알려져 있다. 2003년, 더 클래시의 다른 멤버들과 함께 로큰롤 명예의 전당에 헌액되었다.
그는 1977년에 더 클래시에 합류했으며, 뛰어난 드럼 연주 실력으로 명성을 얻었다. "토퍼"라는 별명은 《토퍼》 만화에 나오는 미키 더 몽키를 닮았다는 이유로 붙여졌다.

## 경력

### 더 클래시
헤든은 본래 1977년에 더 클래시에 합류할 당시, 드러머로서 명성을 쌓은 뒤 다른 프로젝트로 나아갈 계획이었다. 그러나 곧 밴드의 잠재력을 인식하고 4년 반 동안 클래시에 머물게 되었다. 그의 첫 라이브 공연은 1977년 4월 26일, 프랑스 루앙의 르 샤르트뢰 시네마에서 열렸다. 헤든은 《Give 'Em Enough Rope》 (1978년), 《The Clash》 (1979년, 미국판), 《London Calling》 (1979년), 《Sandinista!》 (1980), 《Combat Rock》 (1982년) 등 주요 음반들과, 밴드 초기 시기의 여러 대표 싱글들에 참여했다. 《Sandinista!》 수록곡 〈Ivan Meets G.I. Joe〉에서는 리드 보컬을 맡았고, 《Combat Rock》의 히트 싱글 〈Rock the Casbah〉에서는 대부분의 음악을 작곡했으며 드럼, 피아노, 베이스 기타를 연주했다. 또한 밴드의 싱글 B-사이드 곡들을 수록한 컴필레이션 음반 《Super Black Market Clash》 (1993년)에도 등장했다.
더 클래시의 보컬이자 기타리스트였던 조 스트러머는 헤든의 드럼 실력이 밴드에 있어 핵심적인 요소였다고 언급한 바 있다. 그러나 헤든의 약물 중독 문제로 인해 밴드 내 갈등이 심화되었고, 결국 그는 《Combat Rock》 투어가 시작되던 1982년 5월 10일, 밴드를 떠났다. 밴드는 헤든의 탈퇴에 대해 공식적으로는 탈진 때문이라고 밝혔지만, 실제로는 헤로인 사용이 점점 심각해졌기 때문이었다. 스트러머는 한 번은 헤든에게 이렇게 말하기도 했다. "내가 마약 반대 노래를 부르고 있는데 네가 내 뒤에 앉아 있을 순 없잖아?"

## 음반 목록

### 더 클래시
- Give 'Em Enough Rope (1978년)
- The Clash (1979년, 미국판)
- London Calling (1979년)
- Sandinista! (1980년)
- Combat Rock (1982년)